# Gabriel Boschilia
Gabriel Boschilia (Piracicaba, 5 maart 1996) is een Braziliaans voetballer die als centrale middenvelder speelt. Hij tekende in augustus 2015 een contract tot medio 2020 bij AS Monaco, dat circa 9 miljoen euro voor hem betaalde aan São Paulo.

## Clubcarrière
Boschilia speelde in de jeugd bij Guarani en São Paulo. Hij debuteerde op 20 april 2014 in het eerste elftal van laatstgenoemde club in de Braziliaanse Série A, in een wedstrijd tegen Botafogo. Hij speelde de eerste 76 minuten, waarna hij werd gewisseld voor Dorlan Pabón. São Paulo won met 3-0 na doelpunten van Antônio Carlos, Douglas Pereira en Luís Fabiano.
Boschilia tekende in augustus 2015 een contract tot medio 2020 bij AS Monaco. Dat betaalde circa €9.000.000,- voor hem aan São Paulo. Dat seizoen kreeg hij nog niet veel speeltijd bij Monaco, waarop de Monegasken hem uitleenden aan Standard Luik. Met de Luikenaars won hij op 20 maart 2016 de Beker van België.
Bij zijn terugkeer bij Monaco kreeg hij al wat meer speelminuten, maar dan vooral als invaller. In het seizoen 2016/17 scoorde hij in zestien wedstrijden acht keer, waarvan zes keer in de Ligue 1. AS Monaco werd dat seizoen landskampioen. In het seizoen 2017/18 speelde hij daarentegen slechts zeven wedstrijden, mede door een kruisbandverrekking die hem lang aan de kant hield. Om hem opnieuw wat meer speeltijd te gunnen, werd Boschilia in het seizoen 2018/19 verhuurd aan FC Nantes.

## Clubstatistieken
| Seizoen | Club            | Land               | Competitie         | Competitie | Competitie | Beker | Beker | Internationaal | Internationaal | Totaal | Totaal |
| Seizoen | Club            | Land               | Competitie         | Wed.       | Dlp.       | Wed.  | Dlp.  | Wed.           | Dlp.           | Wed.   | Dlp.   |
| ------- | --------------- | ------------------ | ------------------ | ---------- | ---------- | ----- | ----- | -------------- | -------------- | ------ | ------ |
| 2014    | São Paulo       | Vlag van Brazilië  | Série A            | 18         | 1          | 0     | 0     | 3              | 1              | 21     | 2      |
| 2015    | São Paulo       | Vlag van Brazilië  | Série A            | 6          | 1          | 0     | 0     | 2              | 0              | 8      | 1      |
| 2015/16 | AS Monaco       | Vlag van Monaco    | Ligue 1            | 5          | 0          | 1     | 0     | 0              | 0              | 6      | 0      |
| 2015/16 | → Standard Luik | Vlag van België    | Jupiler Pro League | 7          | 1          | 2     | 0     | 0              | 0              | 9      | 1      |
| 2016/17 | AS Monaco       | Vlag van Monaco    | Ligue 1            | 11         | 6          | 3     | 2     | 2              | 0              | 16     | 8      |
| 2017/18 | AS Monaco       | Vlag van Monaco    | Ligue 1            | 5          | 0          | 1     | 0     | 1              | 0              | 7      | 0      |
| 2018/19 | → FC Nantes     | Vlag van Frankrijk | Ligue 1            | 19         | 4          | 1     | 0     | —              | —              | 20     | 4      |
| Totaal  | Totaal          | Totaal             | Totaal             | 71         | 13         | 8     | 2     | 8              | 1              | 87     | 16     |

## Erelijst
| Competitie          |               |               |               |               |
| Competitie          | Aantal        | Jaren         |               |               |
| Standard Luik       | Standard Luik | Standard Luik | Standard Luik | Standard Luik |
| ------------------- | ------------- | ------------- | ------------- | ------------- |
| Beker van België    | 1x            | 2015/16       |               |               |
| AS Monaco           |               |               |               |               |
| Frans landskampioen | 1x            | 2016/17       |               |               |

1 Lafont ·
2 Duverne ·
3 Cozza ·
4 Pallois ·
5 Chirivella  ·
6 Augusto ·
7 Ganago ·
8 Lepenant ·
10 Kadewere ·
11 Coco ·
17 Gbamin ·
21 Castelletto ·
22 Thomas ·
25 Mollet ·
27 Simon ·
28 Centonze ·
30 Carlgren ·
31 Mohamed ·
39 Abline ·
44 Zézé ·
50 Barbet ·
98 Amian ·
Coach: Kombouaré
· Keeperstrainer: Grondin